# وزارة محمود فهمي النقراشي باشا الثانية
وزارة محمود فهمي النقراشي باشا الثانية هي الوزارة الحادية والستون في مصر، صدر المرسوم الملكي بتشكيلها في 9 ديسمبر 1946.:484:487

## أعضاء الحكومة
| الوزارة                                    | الوزير                       |
| ------------------------------------------ | ---------------------------- |
| رئيس مجلس الوزراء ووزير الداخلية والخارجية | محمود فهمي النقراشي باشا     |
| وزير المالية                               | إبراهيم عبد الهادي باشا      |
| وزير العدل                                 | أحمد خشبة باشا               |
| وزير الأشغال العمومية                      | عبد المجيد إبراهيم صالح باشا |
| وزير الدفاع الوطني                         | أحمد عطية باشا               |
| وزير الصحة العمومية                        | نجيب إسكندر                  |
| وزير المعارف العمومية                      | عبد الرازق السنهوري باشا     |
| وزير الشئون الاجتماعية                     | محمود حسن باشا               |
| وزير الأوقاف                               | محمد علي علوبة باشا          |
| وزير الزراعة                               | أحمد عبد الغفار باشا         |
| وزير المواصلات                             | إبراهيم دسوقي أباظة باشا     |
| وزير التجارة والصناعة                      | عبد المجيد بدر باشا          |

## تعديلات
- في 18 فبراير 1947 أسندت وزارة المالية إلى عبد المجيد بدر باشا.[2]:504
- في 3 مارس 1947 أسندت وزارة الأوقاف إلى الشيخ علي عبد الرازق باشا.[2]:217
- في 19 نوفمبر 1947 أسندت وزارة الدفاع الوطني إلى محمد حيدر باشا.[2]:316 وتولى محمود فهمي النقراشي باشا وزارة المالية بنفسه.[2]:504 وأسندت وزارة الخارجية إلى أحمد خشبة باشا.[2]:334 وأسندت وزارة العدل إلى أحمد موسى بدر باشا.[2]:478
- في 4 يوليو 1948 أسندت وزارة الأشغال العمومية بالنيابة إلى أحمد عبد الغفار باشا.[2]:167
- في 16 ديسمبر 1948 أسندت وزارة الأشغال العمومية إلى رياض عبد العزيز.[2]:167